# Bonhomme Richard (Schiff, 1765)
Die Bonhomme Richard war eine Fregatte der Continental Navy. Erbaut wurde sie als Handelsschiff der Französischen Ostindienkompanie unter dem Namen Duc de Duras für Fahrten zwischen Frankreich und dem Orient.
Am 4. Februar 1779 wurde das Kommando über das umgebaute Schiffe durch König Ludwig XVI. an den Kapitän John Paul Jones übergeben und den USA als Leihgabe zur Verfügung gestellt. Zu Ehren von Benjamin Franklin, dem diplomatischen Vertreter der USA in Paris, der hier den  Poor Richard’s Almanac  (auf Französisch Les Maximes du Bonhomme Richard) veröffentlicht hatte, nannte Jones das Schiff Bon Homme Richard. (Durchgesetzt hat sich jedoch die korrekte französische Schreibweise Bonhomme Richard.)

## Erste Einsätze
Im (nominell französischen) Verband unter dem Kommando von Jones mit den Fregatten Alliance, Pallas, der Sloop Vengeance sowie der französischen Brigg Cerf unternahm die Bonhomme Richard ab dem 19. Juni 1779 den Geleitschutz für einen Konvoi von Lorient nach Bordeaux, um anschließend gegen britischen Schiffe in der Biskaya zu operieren. Nach einer Kollision mit der Alliance und den dadurch notwendig gewordenen Reparaturarbeiten in Lorient lief der Verband am 14. August 1779 erneut aus und umrundete die britischen Inseln von Westen aus. Dabei wurden 16 Handelsschiffe als Prisen aufgebracht, was die britische Presse veranlasste, den Kapitän der Bonhomme Richard als Piraten hinzustellen.

## Seeschlacht bei Flamborough Head
Am 23. September 1779 traf der Verband vor Flamborough Head auf die britische „Baltic Fleet“, die aus 41 Handelsschiffen bestand und von dem 40 Kanonen Zweidecker Serapis und der 20 Kanonen Korvette Countess of Scarborough beschützt wurde.
Gegen 18:00 Uhr eröffnete die Bonhomme Richard das Feuer auf die Serapis, was zu einem vierstündigen, erbitterten Gefecht führte und in diesem Zeitraum nahezu der Hälfte der beiden Besatzungen das Leben kostete. Nachdem die Serapis zunächst ihre überlegene Feuerkraft einsetzen konnte und sich ein britischer Sieg abzuzeichnen begann, forderte der Kapitän die Bonhomme Richard auf, sich zu ergeben. Darauf erwiderte Jones mit dem in den USA legendär gewordenen Spruch: “Sir, I have not yet begun to fight!” (deutsch: „Mein Herr, ich habe überhaupt noch nicht mit dem Kämpfen angefangen!“).
Jones gelang es dann, die beiden Schiffe ineinander zu verhaken und so die größere Manövrierfähigkeit und Feuerüberlegenheit der Serapis auszuschalten. Ein Versuch der Amerikaner, die Serapis zu entern, schlug fehl, ebenso der Gegenstoß der Briten. Schließlich kam ein Schiff aus dem franko-amerikanischen Verband der Bonhomme Richard mit Geschützfeuer zu Hilfe (nicht jedoch ohne dabei schwere Kollateralschäden auf dieser zu verursachen). Daraufhin ergab sich die Serapis gegen 22:30 Uhr.
Die Bonhomme Richard, brennend und leckgeschlagen, widerstand allen Rettungsbemühungen und sank schließlich um 11:00 Uhr am Samstag, den 25. September 1779. John Paul Jones segelte mit der gekaperten Serapis nach den Niederlanden, um sie dort reparieren zu lassen.

Seeschlacht bei Flamborough Head

Der Ausgang der Seeschlacht bei Flamborough Head trug mit dazu bei, dass die französische Krone den ehemaligen britischen Kolonien weiterhin Unterstützung gewährte.

## Suche nach dem Wrack
Die Untergangsstelle der Bonhomme Richard konnte bis heute, trotz umfangreicher Bemühungen nicht lokalisiert werden. Soweit die noch vorhandenen Schiffspapiere erkennen lassen, war man mit der Rettung des treibenden Schiffes beschäftigt und hat beim Untergang kein Besteck mehr genommen. Der Bereich, an der das Wrack in etwa 30 Meter Tiefe vor Flamborough Head in Yorkshire vermutet wird, konnte nicht gefunden werden, da in dieser Gegend eine nicht unerhebliche Anzahl von Schiffs- und Flugzeugwracks vorhanden ist. Auch die Schleppnetzfischerei mag ihren Teil dazu beigetragen haben, indem sie das hölzerne Wrack womöglich zerstört hat.
In den 1950er Jahren fand ein Fischer die Überreste einer französischen Muskete in seinem Netz. Es ist zu vermuten, dass es sich um ein Überbleibsel von der Bonhomme Richard handelte. Die Fundstelle befindet sich sechs Meilen vor der Landspitze.